# Wilhelm Frauenholz
Wilhelm Frauenholz (* 19. Juni 1833 in Adelhofen (Mittelfranken); † 18. November 1888 in  München) war ein deutscher Wasserbauingenieur und Hochschullehrer.

## Leben
Er verbrachte seine Jugend im elterlichen Pfarrhaus. Nach dem Besuch der Lateinschule in Uffenheim und des Gymnasiums in Ansbach studierte er ab Herbst 1851 an der polytechnischen Schule in Nürnberg und wechselte zwei Jahre später an die Bau- und Ingenieurschule in München über. Dort legte er im Herbst 1855 die theoretische Prüfung für den Staatsdienst ab. Nach entsprechendem Vorbereitungsdienst bestand er im Frühjahr 1858 den praktischen Teil der Staatsprüfung. Es folgte eine abwechslungsreiche Tätigkeit im Baudienst bis ihn 1865 sein früherer Lehrer, Karl Maximilian von Bauernfeind, als Assistent und Repetitor an die Münchner Bau- und Ingenieurschule holte.
1868 wurde unter König Ludwig II. von Bayern in München die Polytechnische Schule – 1877 in Technische Hochschule umbenannt – gegründet. Bauernfeind war der erste Direktor, und Frauenholz wurde als Professor der Ingenieurwissenschaften berufen mit den Lehrgebieten Wasserbau und allgemeine Konstruktionslehre für Ingenieure. Manche der von ihm als notwendig erachteten Maßnahmen haben bald Gestalt angenommen, so beispielsweise die Einrichtung einer Anlage zur Eichung hydraulischer Instrumente.
Im Studienjahr 1881–1882 wurde ihm in Anerkennung seiner Verdienste, zu denen auch die Einsicht zur Aufteilung des umfangreichen Lehrgebietes gehörte, das Ritterkreuz I. Klasse des Verdienstordens vom heiligen Michael verliehen.
Er starb an den Folgen eines Herzleidens.
Frauenholz war einer von den vier ersten Professoren in der Ingenieurabteilung der neuen Hochschule in München und hatte das gesamte Wasserwesen sowie Baukonstruktionslehre zu vertreten. Viele Ergebnisse von Studien und Erfahrungen fanden Niederschlag in seinem Beitrag zum Handbuch der Baukunde.

## Veröffentlichungen
- Wildbach-Verbauungen und Regulierungen von Gebirgsflüssen in Handbuch der Baukunde